# Bedmar y Garcíez
Bedmar y Garcíez är en kommun i Spanien.   Den ligger i provinsen Provincia de Jaén och regionen Andalusien, i den södra delen av landet, 290 km söder om huvudstaden Madrid. Antalet invånare är 3 051. Arean är 119 kvadratkilometer. Bedmar y Garcíez gränsar till Baeza och Albanchez de Mágina. 
Terrängen i Bedmar y Garcíez är varierad.